# Desigualdade de Young
Em matemática, a desigualdade de Young, devida ao matemático William Henry Young, afirma que se p e q são números reais positivos tais que 1/p + 1/q = 1, então,  para todo par de números reais a e b não negativos vale a desigualdade:
{\displaystyle ab\leq {\frac {a^{p}}{p}}+{\frac {b^{q}}{q}}.}
A igualdade vale se e somente se ap = bq. Algumas vezes, números reais positivos p  e q com a propriedade mencionada são denominados conjugados de Lebesgue.

## Young comε{\displaystyle \varepsilon }
A desigualdade de Young também tem pode tomar a seguinte forma:
{\displaystyle ab\leq \varepsilon a^{p}+C(\varepsilon )b^{q}}
O que pode ser provado pelo seguinte:
{\displaystyle ab=\left(\xi a\right)\left({\frac {b}{\xi }}\right)\leq {\frac {1}{p}}\left(\xi a\right)^{p}+{\frac {1}{q}}\left({\frac {b}{\xi }}\right)^{q}={\frac {\xi ^{p}}{p}}a^{p}+{\frac {1}{q\xi ^{q}}}b^{q}}
Escreva {\displaystyle \varepsilon ={\frac {\xi ^{p}}{p}},} ou seja, {\displaystyle \xi =\left(\varepsilon p\right)^{1/p}}
Conclua que:
{\displaystyle ab\leq \varepsilon a^{p}+{\frac {1}{q(\varepsilon p)^{q/p}}}b^{q}=\varepsilon a^{p}+C(\varepsilon )b^{q}}

## Caso particular
Para o caso p = q = 2, a Desigualdade de Young, tem uma prova elementar, obtida ao se considerar para a e b reais ,
{\displaystyle 0\leq (a-b)^{2}=a^{2}+b^{2}-2ab.}
Ao somar 2ab a expressão anterior e dividir por 2 obtém-se o resultado procurado. A desigual de Young com ε é obtida da anterior considerando
{\displaystyle a'=a/{\sqrt {\varepsilon }},{\text{ }}b'=b/{\sqrt {\varepsilon }}.}

## Aplicação
A desigualdade de Young é utilizada na demonstração da desigualdade de Hölder, sendo também amplamente utilizada no estabelecimento de estimativas com normas em espaços de Sobolev com aplicações na teoria das EDPs não lineares.

## Demonstração
A prova no caso ab = 0 é trivial, então consideramos a, b > 0.
Caso tenhamos ap = bq, usando que 1/p + 1/q = 1,
{\displaystyle ab=a(b^{q})^{1/q}=aa^{p/q}=a^{p/p}a^{p/q}=a^{p(1/p+1/q)}=a^{p}=a^{p}\cdot 1=a^{p}\cdot {\Bigl (}{1 \over p}+{1 \over q}{\Bigr )}={a^{p} \over p}+{b^{q} \over q},}
Agora, para o caso ap ≠ bp, note que a função f(x) = exp(x) é estritamente convexa, pois f"(x) > 0 para todo x real. Então, para todo  t no intervalo (0,1) e todos números reais x,y com x ≠ y,
{\displaystyle f(tx+(1-t)y)\leq tf(x)+(1-t)f(y).}
Apliquemos isso para t = 1/p, 1 - t = 1/q, x = ln ap e
y = ln bq
{\displaystyle ab=\exp(\ln ab)=\exp {\Bigl (}{\frac {\ln a^{p}}{p}}+{\frac {\ln b^{q}}{q}}{\Bigr )}<{\frac {\exp(\ln a^{p})}{p}}+{\frac {\exp(\ln b^{q})}{q}}={\frac {a^{p}}{p}}+{\frac {b^{q}}{q}},}
que demonstra o resultado.